# Анімаційний серіал
Анімаційний серіал — різновид анімаційних телевізійних творів із загальною назвою серіалу, зазвичай пов'язаних між собою. У цих епізодах (або серіях), як правило, повинні бути ті самі головні герої, деякі інші другорядні персонажі та основна тема. Серіал може мати кінцеву кількість епізодів, як мінісеріал, із певним кінцем або бути відкритим без попередньо визначеної кількості епізодів. Їх можна транслювати по телебаченню, показувати в кінотеатрах, публікувати безпосередньо на відео або в Інтернеті. Як і інші телевізійні серіали, фільми, включаючи анімаційні фільми, анімаційні серіали можуть мати широкий спектр жанрів і також можуть мати різну цільову аудиторію, від чоловіків до жінок, від дітей до дорослих .

## Телебачення
Нові епізоди анімаційних серіалів регулярно показують у призначений час у певні дні (у встановлений тайм-слот). Наприклад, тайм-слотом може бути ранок суботи, а нічне аніме зазвичай показують пізно вночі. Також можливі варіанти трансляції по буднях або тільки по вихідних.
Тривалість окремих епізодів теж може бути різною. Традиційно вони випускаються як півгодинні або майже півгодинні програми; однак часто можуть транслюватися у вигляді анімаційних короткометражних фільмів тривалістю 10-11 хвилин, які можуть бути об'єднані для заповнення певного періоду часу в «сегменти», що складаються з кількох таких короткометражок. З огляду на показ реклами, на сам серіал може припадати всього 15-20 хвилин з півгодини. Однак Netflix і багато інших потокових компаній не використовують рекламу, через що весь 30-хвилинний тайм-слот може бути заповнений мультфільмом. Останнім часом в японській анімації стали поширеними серіали з дуже короткими епізодами тривалістю близько п'яти хвилин.
Іноді їх групують відповідно до вимог телевізійної мережі. Таким чином, конкретна серія може відображатися в кількох форматах або часових блоках.
Анімаційні телевізійні серіали історично використовувалися для комедії, як мультфільми, твір мистецтва, який зазвичай створювався з гумористичними намірами, і тому називався мультсеріалом. Однак останнім часом анімаційні телевізійні серіали мають й інші жанри, наприклад бойовики / пригодницькі серіали, такі як Speed Racer і GI Joe.
Першим анімаційним телесеріалом був Кролик-хрестоносець.
Анімаційні ситкоми вперше з'явилися в 1960-х роках, наприклад «Флінстоуни» (1960—1966), а потім «Джетсони» (1962—1987).

### Широкомовна мережа
1980-ті та 1990-ті роки були ренесансом анімаційних дитячих телесеріалів і телесеріалів для дорослих. Різноманітні мережі мовлення та медіакомпанії почали створювати телевізійні канали та формати, розроблені спеціально для трансляції мультфільмів та аніме. Компанії, які вже мали ці типи форматів, почали оновлювати свої існуючі моделі протягом цього часу. Більшість анімацій були американськими або японськими аніме. Приклади поточних мереж:
- Fox
- TV Tokyo (Японія)
- Kids Station (Японія)
- Tokyo MX (Японія)
- Discovery Family
- Nickelodeon
- Nick Jr. Channel
- TeenNick
- MTV
- Comedy Central
- Disney Channel
- Disney XD
- Disney Junior
- Treehouse TV (Канада)
- Universal Kids
- CITV (Великобританія)
- CBeebies (Великобританія)
- CBBC (Великобританія)
- PBS Kids
- Pop (Великобританія)
- Tiny Pop (Великобританія)
- ABC Kids (Австралія)

Канали, орієнтовані на анімацію - попри те, що деякі з них час від часу транслювалися в прямому ефірі:
- AT-X (Японія)
- Tooniverse (Південна Корея)
- Aniplus (Південна Корея)
- AniBox (Південна Корея)
- Anione (Південна Корея)
- Cartoon Network
- Teletoon (Канада)
- Universal Channel

Протягом 1990-х років більш зрілий контент, ніж традиційні мультсеріали, почав з'являтися ширше, виходячи за межі основної аудиторії дітей. Ці мультсеріали включали «Сімпсони», «Шоу Рена та Стімпі», «Сучасне Роккове життя», Бівис і Батхед, «Король гори», «Південний парк» і «Сім'янин». Канадський комп'ютерний анімаційний серіал «Повторне завантаження», який починався як дитяче шоу, змінив свою цільову вікову групу на вік від 12 років і старше, що призвело до темнішої та більш зрілої сюжетної лінії.

### Класифікація
- Телевізійна анімація: Mobile Suit Gundam, Євангеліон, Tenchi Muyo!
- Веб-анімація

## Кінотеатральні
До анімаційних серіалів, які демонструються в кінотеатрах, входять короткометражні мультфільми Том і Джеррі, які виходили в кінотеатрах з 1940 по 1967 рік.

## Відео
Анімаційні серіали прямого перегляду включають більшість японських оригінальних відеоанімацій (OVA). Першою серією OVA (а також першою загальною OVA) був Dallos (1983). Майже всі хентай (порнографічні) аніме- серіали випускаються як OVA.

## Веб-серіали
Анімаційні веб-серіали — це анімаційні серіали, розроблені та виготовлені для потокових служб і називаються «веб-серіалами». Приклади включають Happy Tree Friends 1999 року та Eddsworld 2004 року.
Їх також часто публікують на YouTube, наприклад Asdfmovie, який дебютував у 2008 році.